# 東京拘置所
東京拘置所（とうきょうこうちしょ）は、法務省東京矯正管区に属する拘置所。通称「東拘（とうこう）」、所在地である「小菅」と呼ばれることも多い。
全国に8箇所（東京・立川・名古屋・京都・大阪・神戸・広島・福岡）ある拘置所の一つである。
2013年5月16日より、管下施設として松戸拘置支所を所管する（それまでは千葉刑務所所管であった）。

## 所在地

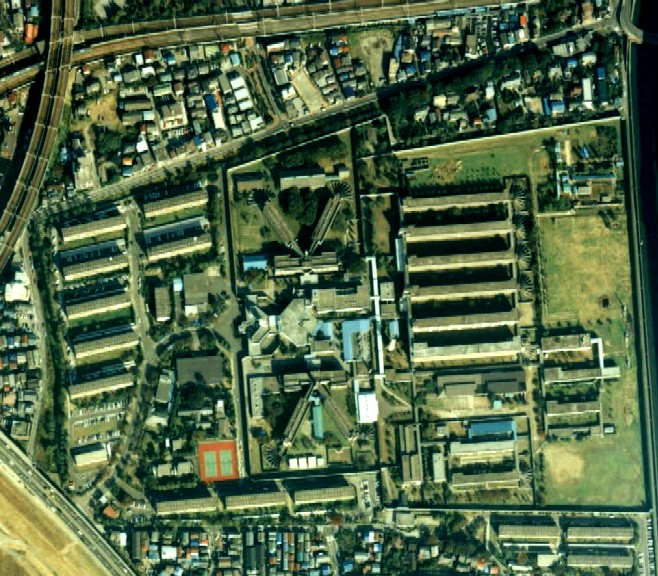
航空写真に見る東京拘置所の様子。1989年度撮影。建物は現在とは異なる。

- 〒124-0001 東京都葛飾区小菅一丁目35番1号
  - 当所に割り当てられた固有の郵便番号は124-8565である。

東武スカイツリーライン 小菅駅下車徒歩10分
JR常磐線・東京メトロ千代田線 綾瀬駅から乗合タクシー『さくら』で「煉瓦通り中央」下車徒歩5分
※いずれも面会所出入口までの所要時間

## 被収容者
- 刑事被告人
- 懲役受刑者（本所執行受刑者及び他刑務所への移送待ちの一時執行受刑者）
- 死刑確定者（死刑囚）
- 労役場留置者（罰金又は科料を完納できずに検察庁より拘束された者）
- 被疑者（警察以外の捜査機関において逮捕され勾留中の者）
- 引致状による留置者
- 少年受刑者

## 収容定員
- 3,010名[1]

刑事被告人を収容する施設では、日本最大の規模を持つ。

## 沿革

### 前史
江戸時代初期は関東郡代伊奈氏の邸宅があった。江戸時代中期になると、将軍家鷹狩り時の休憩所である小菅御殿が設けられた。小菅御殿の名残として、庭に置かれていた石灯籠（葛飾区登録有形文化財）と手水鉢、庭石が拘置所官舎敷地内に移設されている。
大政奉還直後の1869年（明治2年）、明治政府はこの地に武蔵国内の旧幕府領・旗本領を管轄する小菅県の県庁を置いた。廃藩置県で小菅県が廃止、東京府に変わると日本初の煉瓦工場が建設された。

### 小菅刑務所
1878年（明治11年）、内務省は囚人に与える苦役の一つとして煉瓦の製造に従事させることができるのではないかと判断、県庁跡に小菅集治監を設置した。翌1879年（明治12年）、刑務作業としての煉瓦製造が始まる。その後、小菅監獄を経て1922年（大正11年）、小菅刑務所と改称した。

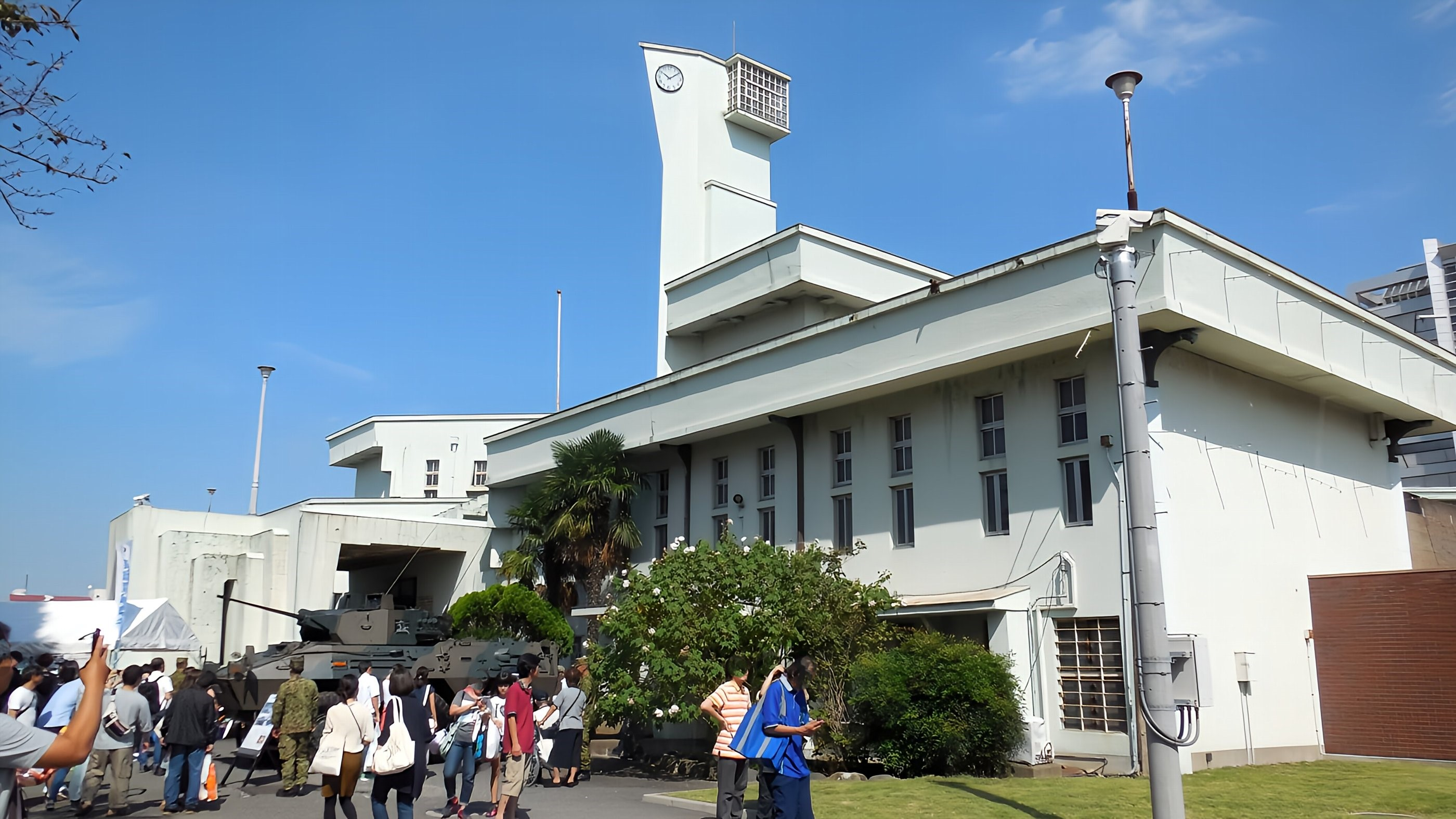
東京拘置所旧庁舎

第二次世界大戦終結後の1945年（昭和20年）10月、東京都豊島区西巣鴨（当時。現・東池袋4丁目の「サンシャインシティ」と「東池袋中央公園」）にあった東京拘置所の施設が、GHQに接収された。このため一時期、小菅刑務所に東京拘置所が同居する状態となっていた（東京拘置所の職員が小菅刑務所の職員を兼務）。A級戦犯は1956年（昭和31年）までに処刑または釈放され、B・C級まで含めた戦争犯罪者とされた者も1958年（昭和33年）5月までに全員釈放され、東京拘置所は巣鴨に復元された。
首都圏整備計画の一環として、東京拘置所を巣鴨の地から移転させることが必要になったため、1971年（昭和46年）に小菅刑務所は栃木県宇都宮市にあった宇都宮刑務所と統合の上、栃木県那須郡黒羽町（現・大田原市）に新設された黒羽刑務所（2022年3月31日に閉庁）へ移転。東京拘置所は再び小菅に移された。
- 1879年（明治12年）：東京府南葛飾郡小菅村に内務省直轄の東京集治監を設置（銀座煉瓦街の煉瓦を焼いた煉瓦製造所を買い上げ、収容者が煉瓦製造に従事した）
- 1900年（明治33年）：内務省から司法省の所管に移る。
- 1903年（明治36年）3月：小菅監獄と改称（監獄官制）。
- 1922年（大正11年）：小菅刑務所と改称。
- 1923年（大正12年）9月：関東大震災で被害を受ける。
- 1929年（昭和4年）：新庁舎が落成（蒲原重雄設計。当時の管理棟が現存）。

- 1945年（昭和20年）：巣鴨の東京拘置所が接収を受けたため、東京拘置所が小菅に置かれる。
- 1946年（昭和21年）5月10日：東京拘置所で朝鮮人10人、台湾人3人による騒擾が発生[2]。
- 1958年（昭和33年）：東京拘置所が巣鴨に復元される。
- 1971年（昭和46年）：小菅刑務所が栃木県那須郡黒羽町（現・大田原市）に移転し、黒羽刑務所として供用開始。
- 2024年（令和6年）8月15日：旧庁舎が国の重要文化財に指定[3][4]。

### 東京拘置所
主に未決囚を収容する市谷刑務所が1937年に巣鴨（当時。現在の豊島区東池袋）に移転し、「東京拘置所」と改称した。建物の建設は府中刑務所の受刑者のべ約一万人が2年がかりで行った。
1944年（昭和19年）、ゾルゲ事件の被告リヒャルト・ゾルゲと尾崎秀実が処刑された。
巣鴨の施設はGHQの接収により巣鴨プリズンとなり、戦争犯罪人（容疑者）を収容した（極東国際軍事裁判（東京裁判）のA級戦犯東條英機らの死刑執行も巣鴨プリズン内で行われた）。
- 1937年：市谷刑務所が巣鴨刑務所跡地に移転し、「東京拘置所」と改称。
- 1945年：連合国軍最高司令官総司令部（GHQ）に接収され、東京拘置所は小菅刑務所の位置に置かれた。
- 1958年：東京拘置所が巣鴨に復元された（1952年の平和条約発効により、巣鴨プリズンは日本に移管されて「巣鴨刑務所」となり、引き続き戦犯を収容していたが、1958年5月に最後の戦犯18名が釈放され、巣鴨刑務所は閉鎖された[6]）。
- 1971年3月20日：東京拘置所を葛飾区小菅に移転。

巣鴨の旧東京拘置所は解体され、跡地はサンシャインシティと東池袋中央公園となる。
- 1997年：改築工事着工。
- 1999年：「小菅刑務所・管理棟」が日本の近代建築20選（DOCOMOMO JAPAN選定 日本におけるモダン・ムーブメントの建築）に選定。
- 2003年：中央管理棟・南収容棟完成。
- 2006年：北収容棟完成。
- 2013年5月16日：松戸拘置支所の所管を、千葉刑務所より当所へ移管[7]。
- 2019年：令和元年東日本台風が発生。職員用の食堂が地元住民の避難所として開放された。

## 組織
所長の下に4部を持つ4部制施設である。
- 総務部（庶務課、会計課、用度課）
- 処遇部（処遇部門、指導部門）
- 分類部
- 医務部

総務部に調査官1名を置く。

## 構造
- 新舎房は地上12階、地下2階、高さ50 mで中央部の中央管理棟と南北に両V字形に伸びる北収容棟、南収容棟がつながる。延床面積80,239 m2。南北収容棟の屋上は雑居房収容者用、独居房収容者用の各運動場になっている。
- 独居房・雑居房には窓が設置されているが、強化ガラスのため、ハンマーで強く叩いてもガラスが割れない特殊仕様であるうえ、特殊な曇りガラスで窓から下の近隣住民の様子を見ることはできず、空しか見えない構造となっている。
- 新舎房での被収容者施設階への入退場は看守、施設職員のセキュリティICカード認証システムと指紋生体認証システムが採用されており、二つが一致しないと開錠されない。
- 中央管理棟屋上にはヘリコプター用の緊急離着陸場が設置されている。
- 被収容者を検察庁または裁判所へ押送（おうそう）するための車両駐車場は地下1階にある。
- 旧舎房は南舎地上3階建て、北舎地上3階建て、新北舎地上4階建て
- 死刑を執行する絞首刑施設（刑場）を地下に備えており、エレベーターで向かう。
- 医務部は「東京拘置所医務部病院」として医療法上の病院の指定を受けている。
- 職員専用の食堂が上階に設けられており、2019年に発生した令和元年東日本台風の際には地元住民の避難所として開放された。

## 死刑確定者
- 基本的に関東地方一帯および中部地方のうち新潟・長野・山梨・静岡の各県で死刑が確定した者（死刑囚）が収監されている。

## 特記事項
- 新舎房2階が女区。
- 旧舎房南1舎1階、南2舎3階は当所執行受刑者の舎房。南2舎2階、新北舎1階雑居は、移送待ち受刑者の舎房。南舎・北舎とも古い施設ではあるが、北舎は南舎に比べ若干新しい。
- 死刑場設備の改築で、東京拘置所に収監された死刑囚の死刑執行は一時期、宮城刑務所（宮城県仙台市若林区）で行われた。そのため通称「仙台送り」が死刑の代名詞となっていた時代もある。
- 『有栖川宮詐欺事件』を起こした男女2人（夫婦）が同拘置所に収監されていたが、2004年、夫らから同拘置所内の妻に送られてきた手紙を同拘置所が紛失。さらに、紛失した手紙が、新潮社の週刊誌『週刊新潮』に掲載された。このためこの夫婦は、2007年4月に「精神的苦痛を受けた」として、法務省を相手取り、京都地裁に国家賠償訴訟を起こした。この裁判は、同地裁で2009年7月9日に、政府が手紙の流出を認め、妻に対し解決金150万円を支払い謝罪することで和解が成立した[8]。
- 2010年（平成22年）8月27日、千葉景子法務大臣の意向により、報道機関に死刑執行の刑場が初公開された[9]。
- 敷地内の官舎を取り壊し、四階建ての特別養護老人ホームを建設中。2019年4月完成予定[10]。
- 一般的な保釈は、面会所のある裏門から目立たぬように行われるが、1976年に田中角栄が保釈された際には、拘置所の周りを報道陣のほか一般人の見物人も多数取り囲んだことから正面玄関を使用せざるをえない状態となった[11]。また、2019年にカルロス・ゴーンが保釈された際には、弁護団の1人である高野隆の判断で、混乱を避けるために作業員姿に変装させて出所させている[12]。
- 拘置所内には、収容者が寄付をした書籍を集めた図書館がある。収容経験のある佐藤優によれば図書の半分が犯罪小説、1/4がヤクザのしきたりの本、残りはエロ小説であり、収容者の希望に即した究極の寄贈図書館であると評している[13]。
- 1953年（昭和28年）2月19日、拘置所から死刑囚を含む2人が、鉄格子を金鋸で切断して逃亡。後に京都で逮捕された[14]。

## 東京拘置所でのイベント開催
東京拘置所矯正展は例年1万人以上が訪れる人気のイベントである。
懲役刑受刑者の改善更生を目的に刑務作業が行われ、家具や日用品などさまざまな品が製作される。矯正展は、これらを展示・販売し、刑務作業の認知・重要性を社会に広げる役割を担っている。
刑務官の監視、そして作業専門職員の指導のもと製造されるこれらの製品は、「良質で安価」であることから根強いファンを集めている。
これらの売り上げは製品の原材料購入資金として使われる他に、一部は、犯罪被害者支援団体への助成金としても活用されることになる。
矯正展の紹介

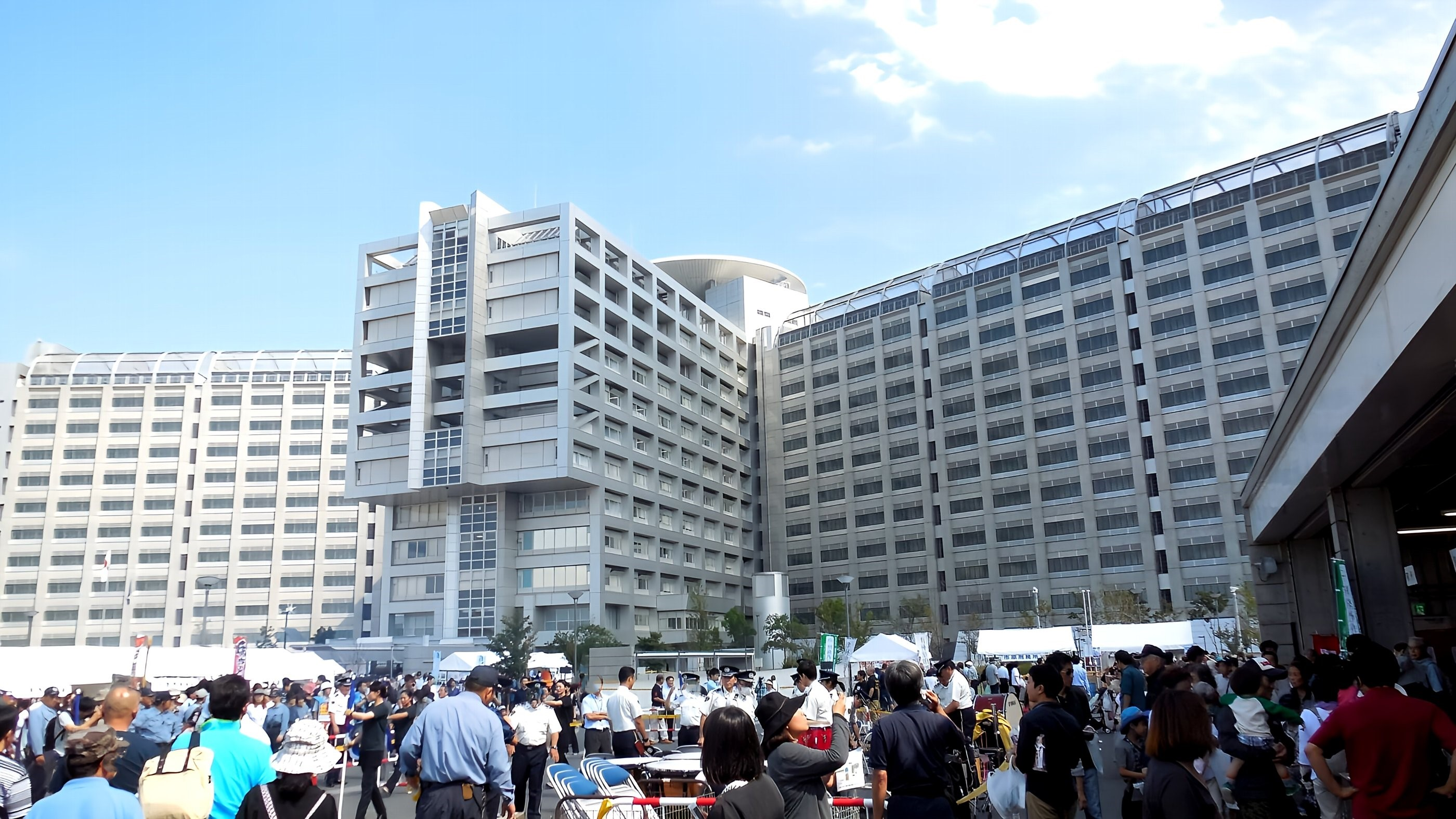
沢山の人で賑わう矯正展
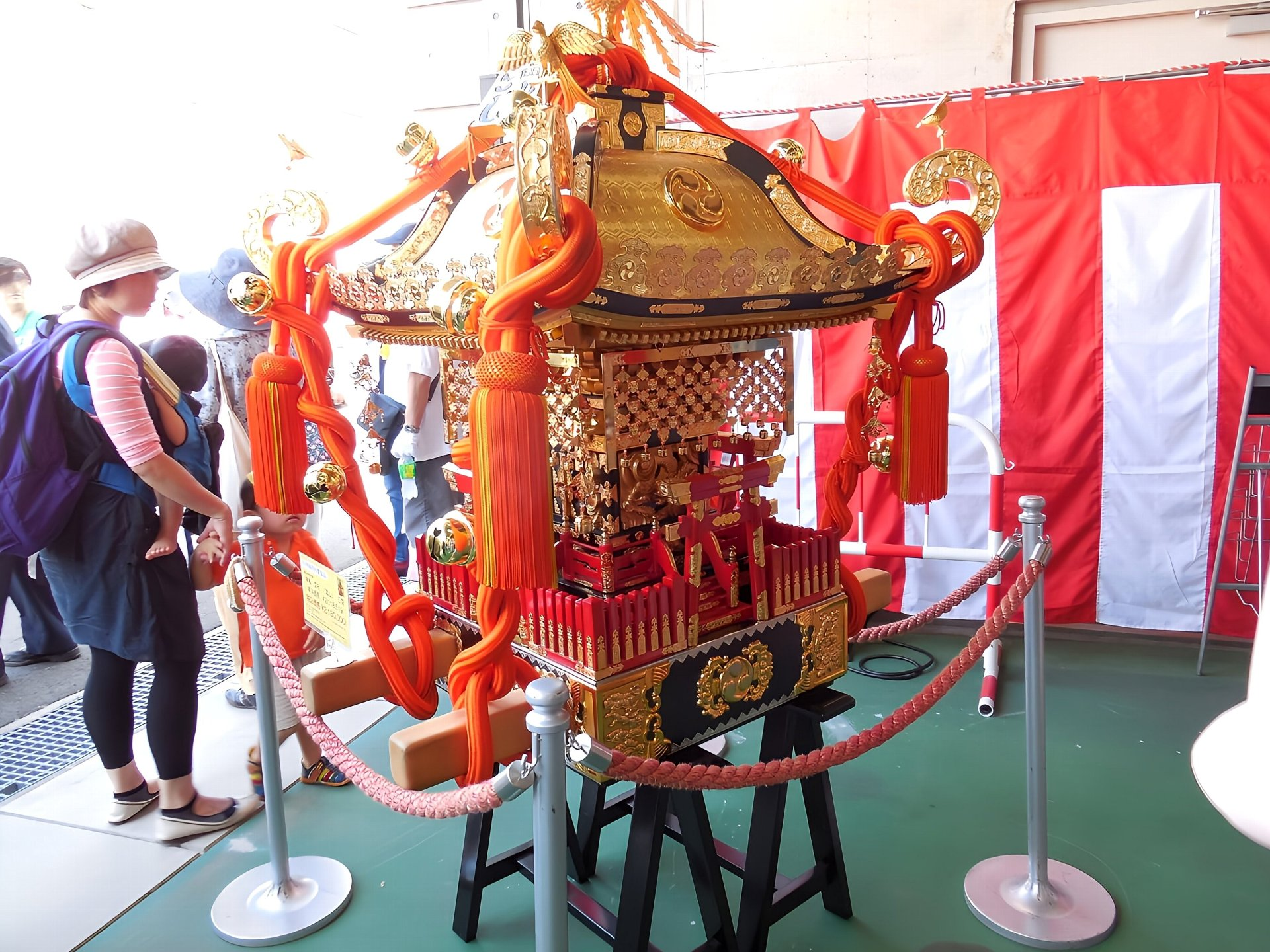
受刑者による作品の一例
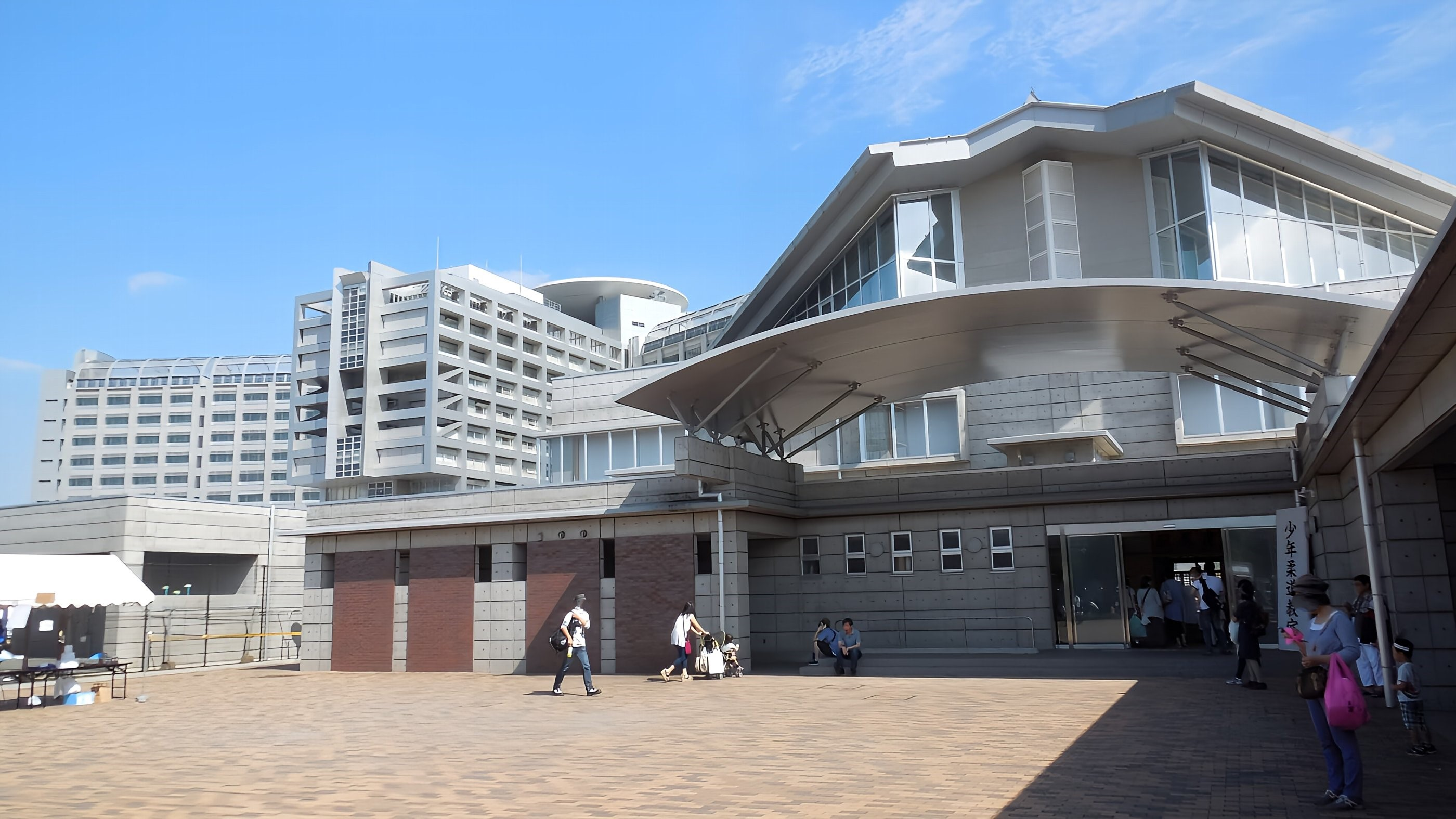
少年柔道教室が開催された施設
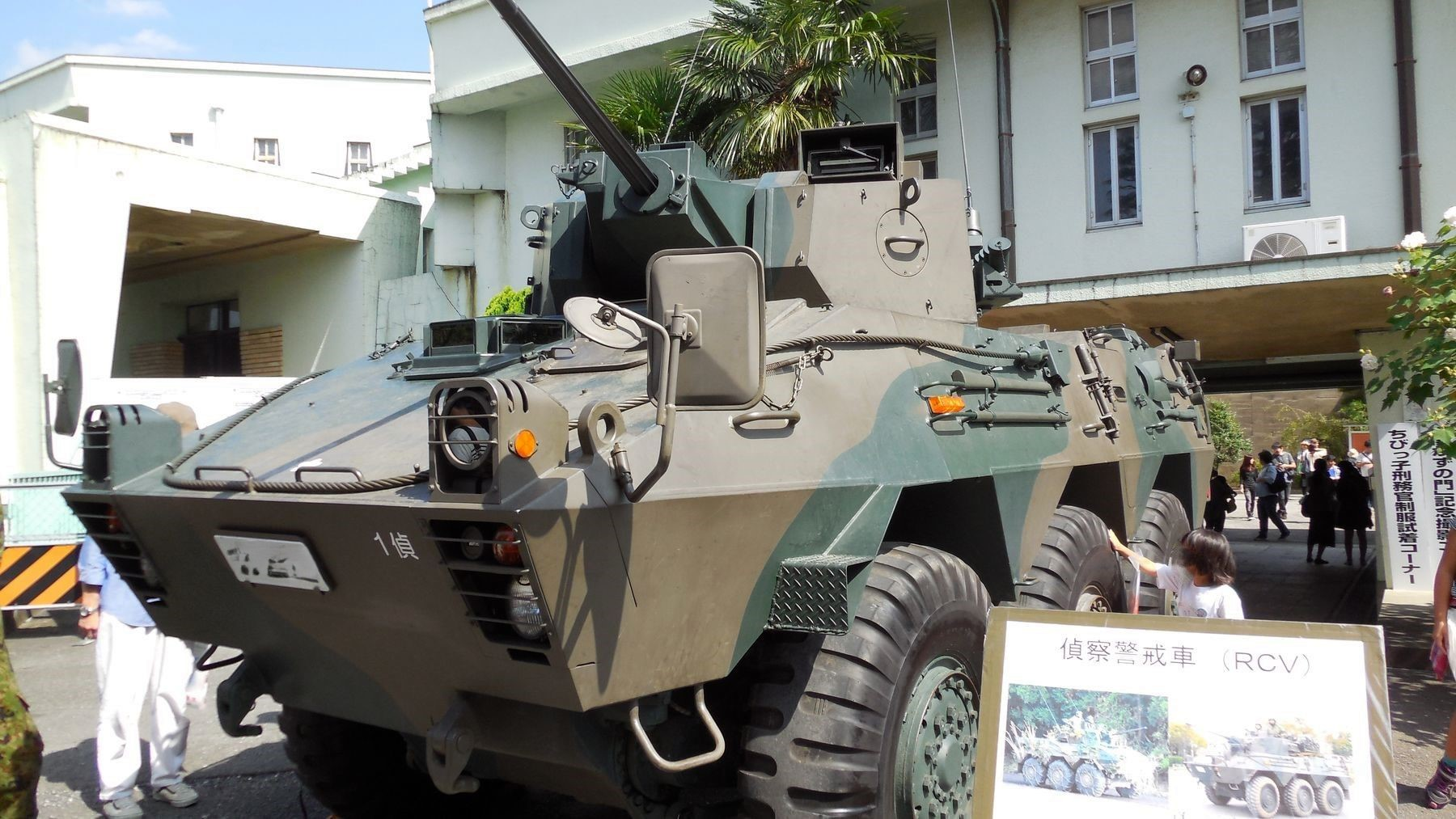
陸自によるPR活動(旧庁舎前にて)